# みらサプ!
みらサプ！（Mira sup!）は、日本の7人組女性アイドルグループ。2022年4月に未来サプライズ（Mirai Surprise）として結成され、2024年4月にみらサプ！へ改名した。愛称は「みらサプ」である。

## 概要
グループ名の由来は、「あなたと想像できない未来を一緒に作りたい！」という意味をこめて決定された。
コンセプトは「誰からも愛される、元気で王道のアイドル」とし、観た人が元気になるような存在を目指している。
2022年4月29日にグループの結成を発表、初期メンバーは安藤里紗・日向明・岸莉々香・長岡美佑・大島野乃花・佐藤柊乃・末永祐月の7人で、同年5月14日、白金高輪SELENE b2にてデビュー。

2023年7月2日に長岡美佑・末永祐月の卒業、天音かえら・平田優菜の加入により新体制で活動するも2023年12月29日をもって活動終了。

2024年4月、グループ名を「みらサプ！」と変更し、活動を再開した。

## 略歴
2022年
- 4月29日 - 『未来サプライズ』結成[1]。
- 5月14日 - 白金高輪 SELENE b2にてデビューお披露目ライヴ『サプライズが始まるよ！』を開催。[2]。
- 5月22日 - 『HYPE IDOL！vol.17』にて初対バン出演。
- 7月3日 - 『超NATSUZOME2022』にて夏フェス初出演。
- 7月29日 - 『六本木アイドルフェスティバル』へO.A.出演。夏衣装の初お披露目。
- 7月30日 - 「夏☆VACATION」を初お披露目。
- 7月31日 - インターネットサイン会を初開催。
- 8月26日 - 『＠ JAM EXPO 2022』に初出演。
- 10月8日 - 『HYPE IDOL vol.24』にて「夜空乙女心」を初披露。
- 11月29日 - Twinbox GARAGEにて未来サプライズ主催対バン『みんなサプライズ vol.1』を開催、「爆アド」を初披露。
- 12月1日 - 佐藤柊乃が活動休止。
- 12月13日 - Twinbox GARAGEにて未来サプライズ主催単独ライブ『みらサプ大行進！ vol.1』を開催。

2023年
- 1月24日 - 「片想い拳」を初披露。
- 2月27日 - 活動休止中の佐藤柊乃が卒業[7]。
- 2月28日 - 「WACHA WACHA」を初披露。
- 3月28日 - 「YELL」を初披露。1stワンマンライブ『Happy』の開催が決定[8]。
- 5月19日 - Spotify O-Crestにて1stワンマンライブ『Happy』を開催。新衣装と新曲「Happy」を初披露。長岡美佑・末永祐月が7月2日で卒業、現体制終了・新体制始動が発表される[3]。
- 5月21日- SHIBUYA DIVEにて『日向明生誕祭2023』を開催。
- 6月24日- SHIBUYA DIVEにて『安藤里紗生誕祭2023』を開催。
- 6月30日 - 新メンバーの天音かえら・平田優菜が加入発表[4]。
- 7月1日 - 『超NATSUZOME2023』に出演。
- 7月2日 - SHIBUYA VIDENTにて『現体制ラストライブ&新体制お披露目ライブ』が開催。長岡美佑・末永祐月がグループ卒業、天音かえら・平田優菜がお披露目。1st mini ALBUM 「Happy」のリリース・2ndワンマンライブの開催が発表される[9]。
- 7月15日 - 『SPARK2023 in YAMANAKAKO』に初出演。
- 7月22日 - 恵比寿CreArtにて『岸莉々香生誕祭2023』を開催。
- 7月23日 - タワーレコード新宿にて1st mini ALBUM 「Happy」のリリースイベントを初開催。
- 8月4日 - 『TOKYO IDOL FESTIVAL2023』へ初出演。セーラー衣装お披露目。
- 8月27日 - 『@ JAM EXPO 2023 supported by UP-T』出演。
- 9月3日 - 初の仙台遠征。『Golazo!vol.13、Golazo!vol.14』へ出演、動物園オフ会の開催。
- 9月23日 - 初の名古屋遠征。『REVOLAND』へ出演、水族館オフ会の開催。
- 10月13日 - 10月18日に発売予定されていた1st mini album「Happy」の発売延期が発表される。
- 10月19日 - 大島野乃花が活動休止。
- 11月15日 - 12月29日にVeats Shibuyaで開催される現体制ラストライブにて、安藤里紗、日向明、岸莉々香、大島野乃花、平田優菜のグループ卒業が発表。発売延期になっていた1stmini alubm「HAPPY」は、12月6日にMカードの形式でリリース決定[5]。
- 12月9日 - 原宿RUIDOにて『優菜&かえら 合同生誕祭』が開催。
- 12月29日 - Veats SHIBUYAにて『未来サプライズ現体制ラストライブ』が開催。安藤里紗、日向明、岸莉々香、大島野乃花、平田優菜が未来サプライズ卒業、現体制終了。

2024年
- 3月28日 - 新体制はグループ名を『未来サプライズ』から『みらサプ！』へ変更。4月29日に神田明神ホールにて、みらさぷ！新体制お披露目公演『START！』の開催を発表。
- 4月8日 - 新メンバーの羽奈ももか、井上姫月、島田りのあ、井手詩葉、中井美心、姫乃ゆりなが加入発表[10]。
- 4月29日 - 神田明神ホールにて、みらさぷ！新体制お披露目公演『START！』を開催。9月24日に1stシングル（タイトル未定）のリリース、9月28に東京・恵比寿ザ・ガーデンルームで1stワンマンライブを開催を発表[11]。
- 5月6日 - 『歌舞伎町UP GATE↑↑2024』にて新体制初対バンライブ出演。
- 5月11日 - みらサプ！はじめての大特典会『令和6年度みらサプ！"入学式"』を開催。
- 5月13日 - みらサプ！初のインターネットサイン会を開催。
- 6月9日 - 『#超NATSUZOME2024出演権争奪戦』への参加決定。
- 6月22日 - 『#超NATSUZOME2024出演権争奪戦』で3位獲得、7月7日に幕張海浜公園Gブロック特設会場で開催される『超NATSUZOME2024』へ出演決定。
- 7月7日 - 『超NATSUZOME2024』に新体制初出演。
- 7月13日 - 『SPARK2024 in KAWASAKI』に新体制初出演。
- 7月18日 - 超NATSUZOME2024出場を記念して『PREMIUM ZOOM EVENT』を開催。
- 7月21日 - CLUB CRAWLにて『島田りのあ生誕祭2024』を開催。
- 7月27日 - 「サマースパークリング」を初披露。
- 7月31日 - 井上姫月が卒業[12]。
- 9月8日 - キラキラ笑顔🧡みんなのビタミン🍊オレンジ色担当 森谷 夏羽が加入
- 9月8日 - SHIBUYA THE GAME「井手詩葉生誕祭2024」を開催
- 9月28日 - 恵比寿ガーデンルーム みらサプ！1st ONE MAN LIVE 『サカサマ小悪魔』を開催
- 10月5日 - CLUB CRAWL 「みらサプ！単独公演『中井美心生誕祭2024』」を開催
- 12月4日 - 『天音かえら生誕祭2024』を開催

## メンバー
| 名前       | よみ          | 愛称       | 生年月日（年齢）      | 活動期間        | 出身地   | 身長  | カラー   | 備考           |
| ---------- | ------------- | ---------- | --------------------- | --------------- | -------- | ----- | -------- | -------------- |
| 羽奈ももか | はな ももか   | ももちゃん | 2005年3月18日（20歳） | 2024年4月8日 -  | 埼玉県   | 154cm | 赤色     |                |
| 島田りのあ | しまだ りのあ | りのあ     | 2006年7月28日（18歳） | 2024年4月8日 -  | 広島県   | 156cm | 青色     |                |
| 井出詩葉   | いで ことは   | はーちゃん | 2006年9月8日（18歳）  | 2024年4月8日 -  | 千葉県   | 161cm | 緑色     |                |
| 中井美心   | なかい みみ   | みみりん   | 2006年10月2日（18歳） | 2024年4月8日 -  | 埼玉県   | 157cm | 黄色     |                |
| 天音かえら | あまね かえら | かえら     | 2006年12月6日（18歳） | 2023年6月30日 - | 神奈川県 | 160cm | ピンク色 | 元グリーン担当 |
| 姫乃ゆりな | ひめの ゆりな | ゆりたん   | 2008年4月28日（16歳） | 2024年4月8日 -  | 東京都   | 145cm | 紫色     |                |
| 森谷 夏羽  | もりや なつは | なっつ     | 2006年5月16日（18歳） | 2024年9月8日 -  | 茨城県   | 155cm | オレンジ |                |

### 旧メンバー
| 名前       | よみ            | 愛称       | 生年月日（年齢）       | 活動期間                       | 出身地   | 身長  | カラー   | 備考              |
| ---------- | --------------- | ---------- | ---------------------- | ------------------------------ | -------- | ----- | -------- | ----------------- |
| 佐藤柊乃   | さとう しの     | しの       | 2001年12月21日（23歳） | 2022年4月29日 - 2023年2月28日  | 兵庫県   | 159cm | ホワイト |                   |
| 長岡美佑   | ながおか みゆ   | みーちゃん | 2004年6月14日（20歳）  | 2022年4月30日 - 2023年7月2日   | 大阪府   | 160cm | グリーン | 現エーライツ所属  |
| 末永祐月   | すえなが ゆづき | ゆづちゃん | 2005年11月3日（19歳）  | 2022年4月30日 - 2023年7月2日   | 東京都   | 161cm | パープル | 元AKB48研究生     |
| 安藤里紗   | あんどう りさ   | おりさ     | 2003年6月17日（21歳）  | 2022年4月30日 - 2023年12月29日 | 北海道   | 164cm | イエロー | 現エーライツ所属  |
| 日向明     | ひなた あき     | あきちゃん | 2004年5月10日（20歳）  | 2022年4月30日 - 2023年12月29日 | 埼玉県   | 161cm | レッド   |                   |
| 岸莉々香   | きし りりか     | りりか     | 2004年7月15日（20歳）  | 2022年4月30日 - 2023年12月29日 | 神奈川県 | 160cm | ブルー   |                   |
| 大島野乃花 | おおしま ののか | のの       | 2002年1月16日（23歳）  | 2022年4月30日 - 2023年12月29日 | 千葉県   | 153cm | ピンク   |                   |
| 平田優菜   | ひらた ゆうな   | ゆうな     | 2005年11月25日（19歳） | 2023年6月30日 - 2023年12月29日 | 埼玉県   | 152cm | パープル |                   |
| 井上姫月   | いのうえ ひるな | ひるな     | 2005年3月29日（20歳）  | 2024年4月8日 - 2024年7月31日   | 東京都   | 158cm | オレンジ | 元ハコイリ♡ムスメ |

## 作品

### アルバム
| #                     | 発売日                | タイトル              | 規格品番              | 収録曲                                                                                               | 順位                  |
| Daiki Sound Co., Ltd. | Daiki Sound Co., Ltd. | Daiki Sound Co., Ltd. | Daiki Sound Co., Ltd. | Daiki Sound Co., Ltd.                                                                                | Daiki Sound Co., Ltd. |
| --------------------- | --------------------- | --------------------- | --------------------- | --- | --------------------- |
| 1st                   | 2023年12月06日        | Happy                 | MRSP-1                | 1. ぴになりたい！ 2. Happy 3. 恋の魔法 4. Welcome to the ミライ 5. ポジとティブでビバ! 6. 夜空乙女心 | N/A                   |

### Twitter
- みらサプ! (@info_mirasup公式) - X（旧Twitter）
- 羽奈ももか (@momoka_mirasup) - X（旧Twitter）
- 島田りのあ (@rinoa_mirasup) - X（旧Twitter）
- 井出詩葉 (@kotoha_mirasup) - X（旧Twitter）
- 中井美心 (@mimi_mirasup) - X（旧Twitter）
- 天音かえら (@kaera_mirasup) - X（旧Twitter）
- 姫乃ゆりな (@yurina_mirasup) - X（旧Twitter）
- 森谷 夏羽 (@natsuha_mirasup) - X（旧Twitter）